# Château de Gramont (Tarn-et-Garonne)
Pour les articles homonymes, voir Château de Gramont.
Le château de Gramont est un château du Sud-Ouest de la France. Situé dans le département de Tarn-et-Garonne à la limite du département du Gers dans la commune de Gramont. Le château de Gramont domine la petite rivière de l'Arratz, qui dessine une ligne sinueuse entre les coteaux de la Lomagne.

## Histoire
Le château appartenait à Simon IV de Montfort, chef de la croisade contre les Albigeois. Il fit don des terres de Gramont et du château à son lieutenant de croisade, Odon de Montaut. Le château devient une forteresse au XIVe siècle avec la construction de l'entrée gothique, puis entre 1535 et 1545 se construit une belle aile Renaissance, placée en équerre par rapport à l'ancien château, après le mariage vers 1492 de la dernière représentante de la Maison de Montaut, Françoise de Montaut de Gramont (fille de Géraud et petite-fille d'Odon XII-VIII), avec Guillaume de Voisins, issu de Pierre II de Voisins,.
Ses propriétaires, M. et Mme Dichamp, ont fait don du château au Centre des monuments nationaux.
Les façades et toitures, ainsi que le grand salon de réception et l'escalier droit intérieur sont classés au titre des monuments historiques par arrêté du 21 février 1973 ; le reste du château bénéficie d'une inscription depuis le 1er avril 1947.

## Description

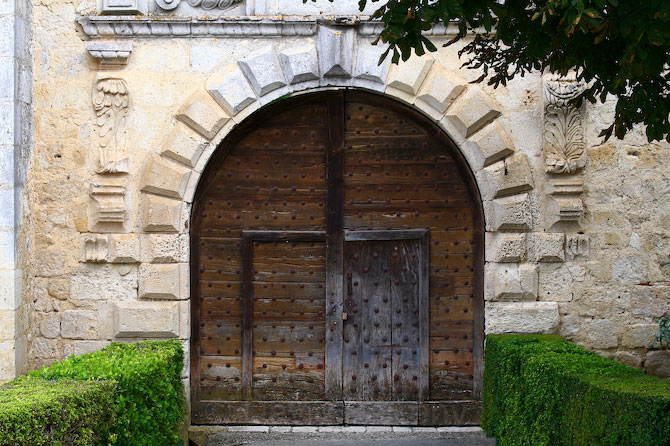
Porte du château de Gramont.

L'accès au château de Gramont se fait par un châtelet au porche surmonté de sculptures de style gothique. Le château actuel a été bâti au XIVe siècle sur les vestiges d'un premier château et comporte deux parties, une partie gothique et une aile Renaissance. Une fois passé le châtelet on accède à l'aile Renaissance aux fenêtres à meneaux. Un escalier voûté d'ogives, hélicoïdal et sans noyau central, mène à un petit oratoire. Les pièces ont gardé des pavements d’origine, des cheminées monumentales, des plafonds à la française, un mobilier d’époque.
De l'ancien château, il ne reste qu'une tour fortifiée : la tour Simon de Montfort.